# Freiherr-vom-Stein-Straße 20, Gellertstraße 23 (Magdeburg)

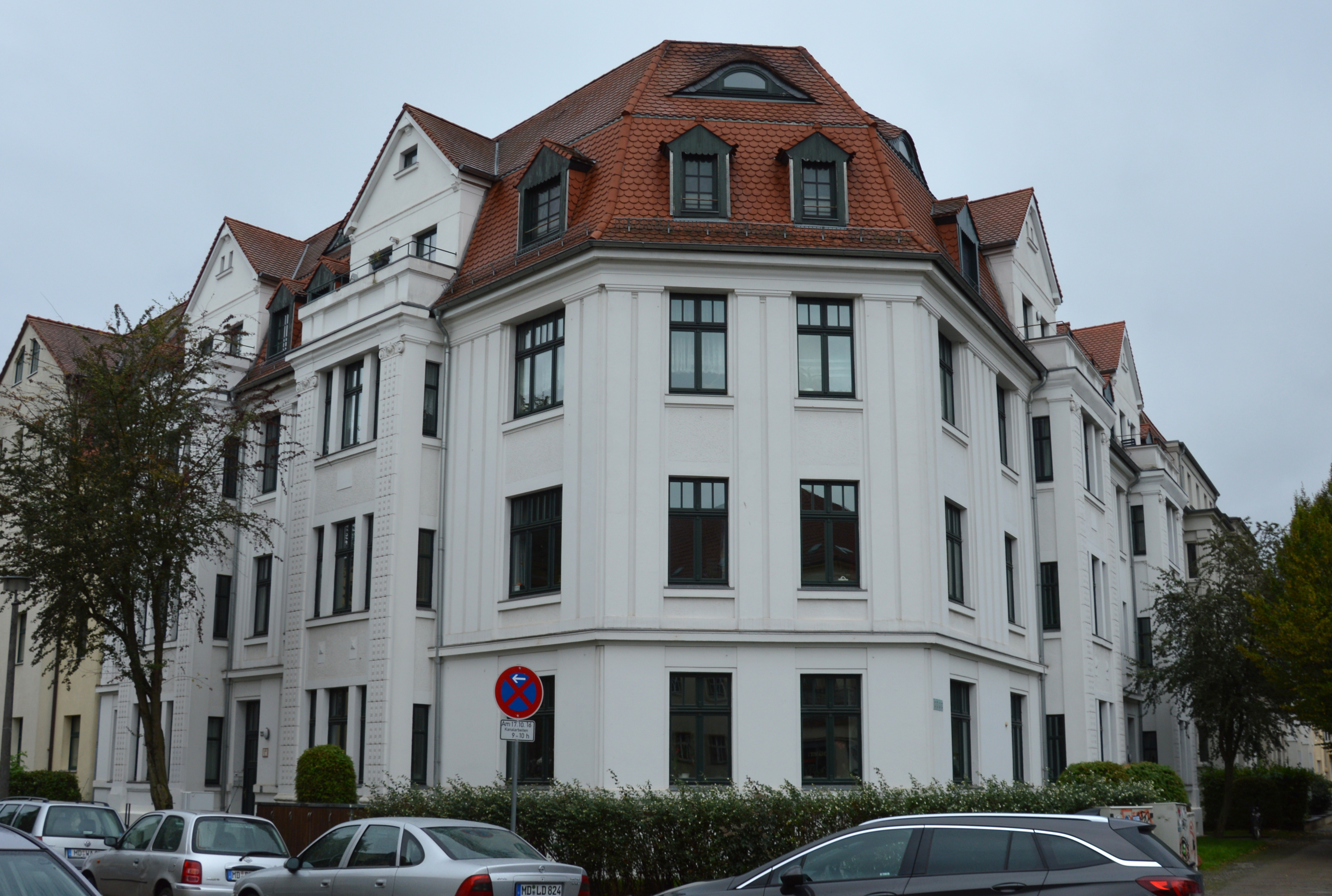
Freiherr-vom-Stein-Straße 20, Gellertstraße 23

Das Haus Freiherr-vom-Stein-Straße 20, Gellertstraße 23 ist ein denkmalgeschütztes Wohnhaus in Magdeburg in Sachsen-Anhalt.

## Lage
Es befindet sich im Magdeburger Stadtteil Stadtfeld Ost in einer spitzwinkligen Ecklage an der Einmündung der Gellertstraße auf die Freiherr-vom-Stein-Straße.

## Architektur und Geschichte
Das dreigeschossige Wohnhaus wurde im Jahr 1914 vom Maurer- und Zimmermeister Paul Semmler errichtet, der zugleich auch Eigentümer des Gebäudes war. Das verputzte Haus ist zur Ecke hin in einer in Magdeburg als plättbolzenartig bezeichneten Form abgerundet. Die Eingänge des Hauses bestehen sowohl zur Freiherr-vom-Stein-Straße als auch zur Gellertstraße. Zu jeder der beiden Seiten bestehen zwei dreigeschossige mit Balkonen versehene Kastenerker. Oberhalb der Erker bestehen zweiachsige Dacherker, die von Dreiecksgiebeln bekrönt werden. Die Fassaden sind mit flachen Lisenen gegliedert. An den Erkern bestehen flache Pilaster. Der an den Fassaden befindliche Stuck ist im Stil des Neoklassizismus mit Eierstab und Volutenkapitellen gestaltet.
Das Dachgeschoss ist mit Wohnungen ausgebaut. Bedeckt ist das Haus von einem Mansarddach, das mit mehreren Dachhäuschen versehen ist.
Das Gebäude gilt aufgrund seiner Lage im Ensemble der Umgebungsbebauung und der markanten Ecklage als straßenbildprägend.
Im örtlichen Denkmalverzeichnis ist das Wohnhaus unter der Erfassungsnummer 094 82238 als Baudenkmal verzeichnet. Vermutlich versehentlich wird das Haus darüber hinaus auch unter der Adresse Gellertstraße 23 mit der Erfassungsnummer 094 77070 geführt.